# Liste der Baudenkmäler im Bonner Ortsteil Friesdorf
Die folgende Liste enthält in der Denkmalliste ausgewiesene Baudenkmäler auf dem Gebiet des Bonner Ortsteils Friesdorf im Stadtbezirk Bad Godesberg.
Hinweis: Die Reihenfolge der Denkmäler in dieser Liste orientiert sich an den Straßennamen und ist alternativ nach Hausnummern, Denkmallistennummer oder Bezeichnung sortierbar.
Basis ist die offizielle Denkmalliste der Stadt Bonn (Stand: 15. Januar 2021), die von der Unteren Denkmalbehörde geführt wird. Grundlage für die Aufnahme in die Denkmalliste ist das Denkmalschutzgesetz Nordrhein-Westfalens.
| Bild                                                                     | Bezeichnung                                                              | Lage                                                                       | Beschreibung | Bauzeit | Eingetragen seit | Denkmal- nummer |
| ------------------------------------------------------------------------ | ------------------------------------------------------------------------ | -------------------------------------------------------------------------- | --- | --- | ---------------- | --------------- |
| Steinwegekreuz Friesdorf 1867                                            | Steinwegekreuz Friesdorf 1867                                            | Annaberger Straße / Am Bommerich Karte                                     | Missionskreuz; zweistufiger Sockel, oberer Teil eingerückt, dazwischen umlaufendes Gesims, Kreuz mit Korpus; Inschrift: Rette Deine Seele. | 1867 |                  | A 1628          |
| Steinwegekreuz Friesdorf 1731                                            | Steinwegekreuz Friesdorf 1731                                            | Annaberger Straße / Prinzenstraße Karte                                    | Ursprünglich stand dieses Votivkreuz auf der gegenüberliegenden Straßenkreuzung zwischen zwei Linden. Inschrift: AO 1731 DEN Z0 APRIL HAT ELISABETHA WINRIS VND CHRISTIAN KOCH GEWES EHELEVTH DIESE CREVTZ AVFGERICHTET BVRGEREN IN BONN. Es gehörte, bis zu seiner Schenkung an die Stadt, der Familie von Joseph Roth. Das Kreuz wurde im Jahr 2016 restauriert, dabei wurde die Jahreszahl 1785 unter dem Kreuz entdeckt. | 1731 |                  | A 1596          |
|                                                                          |                                                                          | Annaberger Straße 161 Karte                                                | | |                  | A 222           |
| weitere Bilder                                                           | Turmhaus                                                                 | Annaberger Straße 216 Karte                                                | Das Turmhaus wurde im 12. oder 13. Jahrhundert erbaut und war als ritterliches Hofgut angelegt und ist eines der ältesten im Rheinland erhaltenen Wohnhäuser. | |                  | A 2604          |
| weitere Bilder                                                           | Gut Annaberg                                                             | Annaberger Straße 400 Karte                                                | An der Stelle des heutigen Gutes Annaberg befand sich die „Friesdorfer Alaunhütte“. Nachdem diese unrentabel gewordenen war, erwarb Eugen Pfeifer (Gesellschafter der Kölner Zuckerfabrik Pfeifer & Langen) das Anwesen als Sommersitz. 1897/1898 wurde das heutige Herrenhaus im Stil des Historismus gebaut und der Park angelegt. Heute wird das Anwesen als Tagungsstätte und Studentenwohnheim genutzt.                 | 1897/1898 |                  | A 3967          |
| Ehemaliges kurfürstliches Wegekreuz Kottenforst                          | Ehemaliges kurfürstliches Wegekreuz Kottenforst                          | Bernkasteler Straße o. Nr.; Friesdorfer Friedhof (historischer Teil) Karte | | 18. Jahrhundert |                  | A 1597          |
| Steinwegekreuz Friesdorf, Missionskreuz von 1867                         | Steinwegekreuz Friesdorf, Missionskreuz von 1867                         | Frankengraben / Schwalbengarten Karte                                      | | 1867 |                  | A 1624          |
|                                                                          |                                                                          | Frankengraben 19 Karte                                                     | | |                  | A 1213          |
| Wohnhaus (an der Hauptverbindungsstraße zwischen Bonn und Bad Godesberg) | Wohnhaus (an der Hauptverbindungsstraße zwischen Bonn und Bad Godesberg) | Godesberger Allee 93 Karte                                                 | repräsentative Villa; denkmalgeschützt: einschließlich Sockelmauer mit Gitter | 1909/1910 | 21. Juni 1989    | A 1622          |
| Grabkreuz Friesdorf, „Reinartskreuz“, links/klein                        | Grabkreuz Friesdorf, „Reinartskreuz“, links/klein                        | Hochkreuzallee Karte                                                       | | 1669 |                  | A 1923          |
| Steinwegekreuz Friesdorf, Löltgenkreuz, rechts/groß                      | Steinwegekreuz Friesdorf, Löltgenkreuz, rechts/groß                      | Hochkreuzallee / An der Arndtruhe Karte                                    | | 1641 |                  | A 1594          |
| weitere Bilder                                                           | Klufterhof                                                               | Hochkreuzallee 168 Karte                                                   | | 947 erstmals urkundlich erwähnt. Ende des 16. Jahrhunderts abgebrannt und Anfang des 17. Jahrhunderts durch die Abtei Heisterbach wieder aufgebaut. |                  | A 2659          |
| weitere Bilder                                                           | Steinwegkreuz Friesdorf                                                  | Im Bachele (3) Karte                                                       | | 1742 |                  | A 1602          |
| Steinwegkreuz Friesdorf                                                  | Steinwegkreuz Friesdorf                                                  | Klufterplatz Karte                                                         | Gestiftet von Johannes Wurm und seiner Ehefrau Margareta Schreiners. Inschrift: O HERR JESVS CHRISTE WIR BITTEN DICH DVRCH DIE ALLERBITTEREN SCHMERZEN WELCHE DEINE ALLERHEILIGSTE SEEL GELITTEN HAT ALS VON DEIN H LEIB GENOMMEN ERBARM DICH ÜBER VNSERE ARME SEELEN WAN VON VNSEREN LEIBERN WERDEN ABSCHEID NEHMEN JOHANNES WVRM VND MARGARETHA SCHREINER EHELEVTH.                                                        | 1760 |                  | A 1595          |
| weitere Bilder                                                           | Erinnerungsstein                                                         | Klufterplatz                                                               | Berliner Meilenstein | |                  | A 4149          |
|                                                                          |                                                                          | Klufterstraße 4 Karte                                                      | | |                  | A 186           |
|                                                                          |                                                                          | Klufterstraße 6 Karte                                                      | Im Bildhintergrund | |                  | A 196           |
| BW                                                                       |                                                                          | Klufterstraße 16 Karte                                                     | | |                  | A 100           |
|                                                                          |                                                                          | Klufterstraße 47 Karte                                                     | | |                  | A 1254          |
|                                                                          |                                                                          | In der Kumme 24 Karte                                                      | | |                  | A 324           |
| Grenzstein                                                               | Grenzstein                                                               | Servatiusstraße Karte                                                      | | 1904 |                  | A 1502          |